# 多里斯·米勒號航空母艦 (CVN-81)
多里斯·米勒號航空母艦（英語：USS Doris Miller，舷號CVN-81），為福特級核動力航空母艦的四號艦。美國海軍代理部長莫德利（Thomas Modly）2020年1月20日在珍珠港舉行的儀式上宣布，預計於2026年建造、預計於2029年下水進行儀裝測試、2032年時服役，將以第二次世界大戰「珍珠港事變」時的非裔英雄多里斯·米勒（Doris Miller）命名。這是美軍首艘以非裔美國人命名的航母，同時也是這是繼1970年代諾克斯級巡防艦米勒號（FF-1091）之後，第2艘以這位傳奇非裔士兵命名的海軍艦艇，以此紀念米勒在面對種族政策的環境下，仍展現出勇氣，協助其他白人士兵的行為，預定用於取代尼米茲級核動力航空母艦三號艦——卡爾文森號（USS Carl Vinson CVN-70）。